# Рафик аль-Азм
Рафик аль-Азм (араб. رفيق بك بن محمود العظم‎, 1865, Дамаск, Османская Империя — 30 июня 1925, Каир, Египет) — сирийский интеллектуал, писатель и политик.

## Биография
Родился в 1865 году в Дамаске в семье Азм, одной из самых влиятельных в политическом и социальном отношении семей города(согласно некоторым источникам, семья имеет туркоманское происхождение). Получил образование на французском и арабском языках в Дамаске и Стамбуле.
В молодости принимал участие в группе реформистов, которые верили в восстановление конституции Османской империи 1876 года. Во время правления Абдул-Хамида II был членом организации младотурок. Позже присоединился в организацию Единение и прогресс. В 1894 году османские власти начали преследовать конституционалистов и их организации, в результате чего Рафик бежал в Каир
. Там он встретился с Рашидом Ридой, совместно с которым они основали Османское консультационное общество (Jam'iyyat al-Shura al-'Uthmaniyya), целью которого была борьба с проявлениями турецкого национализма (было расформировано после младотурецкой революции 1908 года). Рафик был редактором арабоязычной части публикаций общества и его казначеем.
Проживая некоторое время в Каире, писал статьи для крупнейшей газеты «Аль-Ахрам», а также многочисленные трактаты, в которых защищал ислам от нападок со стороны тех, кто утверждал, что магометанская вера распространяется огнём и мечом. Также в своих работах неоднократно поднимал вопрос о слабости мусульманских народов перед захватчиками. В частности, в исламском журнале «Аль-Манар» он писал о том, как недавно ставшие независимыми от Османского ига народы, исповедующие христианство, во многом превзошли своих угнетателей в лице мусульман, и что даже самое маленькое христианское государство куда прогрессивнее вместе взятых мусульманских стран и народов. В то же время в другой своей работе, посвященной изучению известных исповедующих ислам воинов и политиков, писал о том, как многочисленные халифаты, изначально имевшие форму правления, близкую к демократии, со временем превратились в тиранию. Первые два тома, посвящённые Абу Бакру и Умару ибн аль-Хаттабу, были завершены к 1902 году. Из-за рецидива нервного заболевания публикация третьего тома была отложена до 1903 года. Касательно этой темы переписывался с другими историками и учёными-философами. В начале XX века посетил Стамбул, а затем стал членом Османской партии административной децентрализации.
Вместе со своим двоюродным братом выступал против предложений об исключении неарабов и немусульман из партии, настаивая на положительном включении евреев, друзов и христиан, чтобы наилучшим образом отразить состав Сирии. Рафик, будучи президентом партии, тесно связал её с другой оппозиционной партией, Партией свободы и единства во главе с Садыком Беем, которая разделяла цель предоставления арабским государствам большей автономии. В апреле 1913 года от имени своей партии принял приглашение на Арабский конгресс 1913 года, куда отправил двух своих делегатов. 
Умер 4 июля 1925 года.